# Jeanne Dientje Woerdeman-Evenhuis

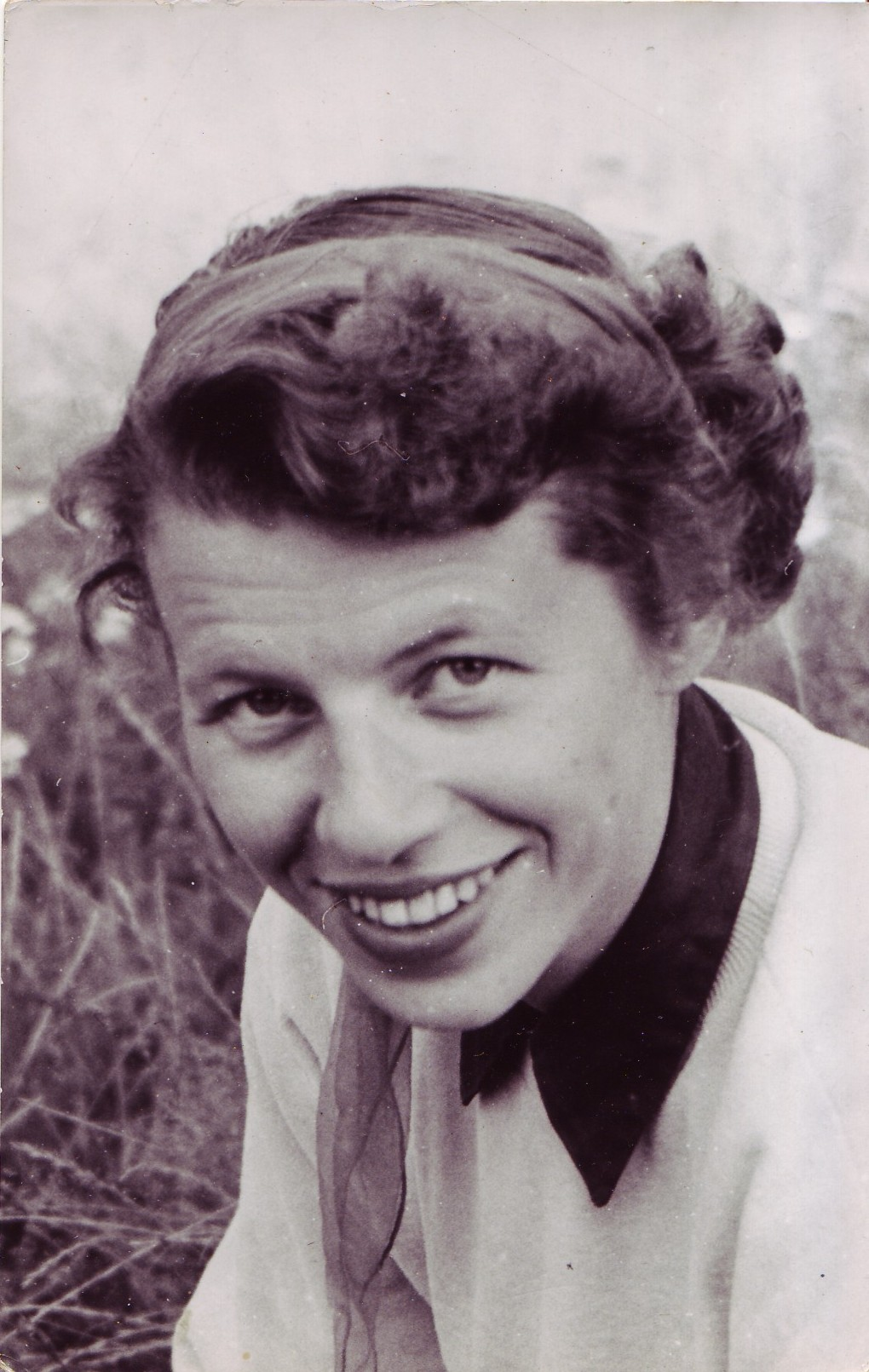
Jeanne Dientje Woerdeman-Evenhuis in Camperduin (1952)

Jeanne Dientje Woerdeman-Evenhuis (Groningen, 31 augustus 1924 – Amsterdam, 31 juli 1994) was een dermatologe en een actief deelneemster aan het Nederlands verzet in de Tweede Wereldoorlog.

## Familie
Jeanne Dientje Woerdeman-Evenhuis was een van twee kinderen van belastinginspecteur Jan Evenhuis en Johanna Hendrika Roelina Hooghoudt. Jeanne Dientje Woerdeman-Evenhuis is drie keer getrouwd geweest. Zij heeft vijf kinderen; twee dochters en drie zonen. Ze heeft daarnaast een jongere zuster.

## Tweede Wereldoorlog
Jeanne Dientje Woerdeman-Evenhuis was 15 jaar oud toen nazi-Duitsland op 10 mei 1940 Nederland aanviel. Tijdens de bezetting die tot 6 mei 1945 duurde, heeft ze verscheidene activiteiten in het Nederlands verzet verricht. In 1942 werd Jeanne Dientje Woerdeman-Evenhuis informatrice voor de Nederlandse Spoorwegen op het treinstation van Leeuwarden. Daar hoorde ze over het vervoer van joden en piloten en ze kon waarschuwen voor op handen zijnde razzia’s wanneer de nazi’s onevenredig veel spoorwagens vorderden. Via Krijn van den Helm, een naaste medewerker van haar vader Jan Evenhuis, leider van de regionale Knokploeg en medewerker van de Landelijke Organisatie voor Hulp aan Onderduikers (LO), begon Jeanne Dientje Woerdeman-Evenhuis te helpen met het onderbrengen van Joodse kinderen. Onder andere via de trein van Amsterdam naar Leeuwarden bracht ze Joodse kinderen naar onderduikadressen. Gedurende deze reizen deed zij zich voor als de moeder van het kind. Ze zal dit werk hoogstwaarschijnlijk voor de Amsterdamse Studenten Groep verricht hebben.
Jeanne Dientje Woerdeman-Evenhuis hielp mee met de ontsnapping van verzetsstrijder Gaele Postma, die een grote rol heeft gespeeld in de verdwijning van kaartenbakken die in de handen van de Sicherheitsdienst (SD) in Leeuwarden waren. Deze kaartenbakken vormden het gehele kaartsysteem van de Arbeitseinsatz in Leeuwarden met de gegevens van de tussen 1917 en 1924 geboren mannen. Op 25 juni 1943 was er kermis in Leeuwarden waarbij een grote tent het voor de SD moeilijker maakte om de winkel waar het kaartsysteem was opgeborgen goed in de gaten te houden. Na de overval, die door Krijn van den Helm was uitgedacht en die door Gaele Postma met hulp van anderen werd uitgevoerd, is het archief in Dokkum in een sloot gegooid. Gaele is vervolgens als een ‘doodzieke patiënt’ in een ambulance van Dokkum naar het Gooi vervoerd. Jeanne Dientje Woerdeman-Evenhuis deed zich voor als de verpleegster in de ambulance terwijl Krijn van den Helm de rol als arts vervulde.
Rond dezelfde tijd begon Jeanne Dientje Woerdeman-Evenhuis op te merken dat Esmée van Eeghen, die via Krijn van den Helm een vriend van de familie van de Evenhuizen was geworden, contact had met de Duitsers. Jeanne Dientje Woerdeman-Evenhuis heeft Krijn van den Helm verteld dat ze hierover bezorgd was. Nadat ze dit meermalen had gezien, heeft ze op een gegeven moment tegen Krijn van den Helm gezegd dat het niet deugde. 
Jeanne Dientje Woerdeman-Evenhuis ging naar Amsterdam. Daar werd ze koerierster voor de Persoonsbewijzencentrale (PBC), die door Gerrit van der Veen was opgesteld. Deze activiteit heeft uiteindelijk tot haar arrestatie door de nazi's geleid, die op 30 juni plaatsvond.
Het boek Het Grote Gebod: gedenkboek van het verzet in LO en LKP geeft het volgende relaas:
"De PBC levert de kaarten op 27 juni af, in een perceel aan de Biesboschstraat te Amsterdam, waar de districtsleiders van Noord-Holland vier dagen bezig zijn met alles voor verzending gereed te maken. Er wordt 's nachts doorgewerkt en er zijn er die twee nachten achtereen geen oog dichtdoen. Het illegale CDK koeriers en koeriersters zijn dagen lang in touw om alles te expediëren naar de verschillende plaatsen. Verschillende inlegvellen komen te laat voor de eerste inlevering en enkele koffers, bestemd voor het Zuiden, vallen in verkeerde handen. Een raadsel, dat nog steeds niet is opgelost. Op de laatste dag loopt de zaak nog spaak, wanneer Max en Bert van de PBC in handen van de SD vallen. Ze worden ergens in Amsterdam-Zuid bij het betreden van een huis gearresteerd. Bruine Hans en een koerierster komen in de Biesboschstraat waarschuwen, dat het mis is en gaan daarna nog even poolshoogte nemen wat er met Max en Bert gebeurd is. Daarbij loopt ook het meisje in de val. Haar vader, Jan Evenhuis, van het NSF uit Leeuwarden begeeft zich korte tijd later naar de SD om zijn dochter vrij te kopen, doch wordt eveneens gearresteerd en als gevolg daarvan loopt de zaak in Friesland stuk."
Het huis, de woning van Gerhard Badrian (schuilnaam: Max Albert) op het adres Vijzelstraat 76, waar Jeanne Dientje Woerdeman-Evenhuis gearresteerd was, was een van de adressen die Betje ('Bella') Tuerlings-Wery, mogelijk onder dwang, aan de SD verraden had. De Sicherheitsdienst (SD) hield Jeanne Dientje Woerdeman-Evenhuis vast op de Amstelveense weg en heeft haar verhoord in het hoofdbureau van de SD op de Euterpestraat in Amsterdam. De Euterpestraat is inmiddels omgedoopt tot de Gerrit van der Veenstraat. Vervolgens werd ze vervoerd naar het Scholtenhuis te Groningen, waar ze vier dagen samen met haar vader, Jan Evenhuis, gevangen heeft gezeten. Haar vader is vervolgens naar kamp Vught overgebracht waar hij op 18 augustus 1944 met andere Friese verzetslieden door de nazi's is gefusilleerd. Jeanne Dientje Woerdeman-Evenhuis heeft in het Scholtenhuis ook Esmée van Eeghen gezien, en is door dezelfde SD'er verhoord als Esmée. Zijn naam was Fransoos Exaverius Lammers, een Nederlandse SD'er die na de oorlog in Groningen tot de doodstraf veroordeeld werd, al werd dit later omgezet in levenslang. Lammers is overleden in 1971 in Breda. Lammers bood Jeanne Dientje Woerdeman-Evenhuis aan om haar vrij te laten als zij met hem naar bed ging, een aanbod wat zij geweigerd heeft. Ze dacht dat dit aanbod gemotiveerd was door Lammers' ontslag door Jan Evenhuis toen hij nog voor de belastingdienst werkte. De volgende dag, 22 september 1944, werd Jeanne Dientje Woerdeman-Evenhuis vervoerd naar het zogenaamde 'Arbeitslager' in Borkum. Daar was zij een van vier vrouwen die tussen honderden mannen werk deden zoals strijken en voedsel uitreiken. De andere drie vrouwen waren Siet Tammens, Truus van de Munnik, en waarschijnlijk Trijn Scheringa. In april 1945 werd ze vervoerd naar Emden, waar ze vast gezeten heeft tot de bevrijding door Canadezen op 7 mei 1945. Haar moeder en haar zuster hebben lange tijd tijdens de oorlog ondergedoken gezeten in kamers in Groningen onder de naam Smit. Gedurende haar activiteiten in het Nederlandse verzet was Jeanne Dientje Woerdeman-Evenhuis bekend onder de naam "Ank", een naam die ze ook na de oorlog gedragen heeft.

## Beroepsleven
De oorlog maakte het voor Jeanne Dientje Woerdeman-Evenhuis (“Ank”) onmogelijk om na het Hogereburgerschool (HBS) eindexamen in 1942 datgene te doen wat zij graag wilde; aangezien zij niet bereid was de loyaliteitsverklaring te tekenen, was het niet mogelijk voor haar om medicijnen te gaan studeren. Zo begon zij haar beroepscarrière als medisch analist in de praktijk van de dermato-venereoloog Evers in Leeuwarden. Daarna volgde zij een opleiding tot informatrice bij de Nederlandse Spoorwegen. In die functie raakte zij betrokken bij het verzet.  Na de oorlog is Jeanne Dientje Woerdeman-Evenhuis haar medische opleiding aan de Universiteit van Amsterdam begonnen. Na haar artsexamen werd zij assistent gynaecologie bij professor M. A. van Bouwdijk Bastiaanse en vervolgens werkte zij een half jaar bij de Gemeentelijke Geneeskundige en Gezondheidsdienst (GG&GD) te Amsterdam. Uiteindelijk, na specialisatie in het Binnengasthuis bij Professor J. R. Prakken, werd ze dermatologe. Vele jaren heeft ze een privé praktijk gehad aan haar huis in Amsterdam-Zuid. Bovendien had ze een gedeelde praktijk aan het voormalig Andreas Ziekenhuis te Amsterdam. Vooral de contactallergie had haar belangstelling. Zij heeft de gelegenheid gehad om in de kliniek van Professor A. Rook in Cambridge, Engeland, te werken. Voorts is zij ruim twintig jaar lang consulente geweest aan het Reuma Centrum (tegenwoordig Reade) te Amsterdam, en in de laatste jaren voor haar pensioen heeft ze gewerkt aan het St. Elisabeth Ziekenhuis in Tilburg. Hier kreeg zij onder andere de lichttherapie van de grond, iets wat haar ondanks herhaalde pogingen niet in het Andreas Ziekenhuis gelukt was. In bestuurlijk opzicht was Jeanne Dientje Woerdeman-Evenhuis ook actief. Van 1981 tot 1989 had zij zitting in het Concilium Dermatologicum et Venereologicum, eerst als plaatsvervanger en vervolgens als gewoon lid van de Medisch Specialisten Registratie Commissie (MSRC). Zij heeft gepubliceerd in de beroeps tijdschriften British Journal of Dermatology, Dermatologica en het Nederlands Tijdschrift voor Geneeskunde. Na haar pensionering in 1989 heeft zij nog regelmatig waargenomen in het Andreas Ziekenhuis en elders.

## Epiloog
Het Amsterdams Bijzonder Gerechtshof heeft na de oorlog de geheim agente Betje Tuerlings-Wery vervolgd. Henri ('Bruine Hans') van Gogh en Jeanne Dientje Woerdeman-Evenhuis waren getuigen in deze rechtszaak. Wery was veroordeeld tot levenslang, wat later in 1957 na een verzoek tot gratie was omgezet naar 20 jaar. 
In 1982 hebben Jeanne Dientje Woerdeman-Evenhuis' ouders, Jan en Johanna H. R. Evenhuis-Hooghoudt, de Jad Wasjem onderscheiding postuum ontvangen voor het onderbrengen van een joodse vrouw. In 1985 zijn Jeanne Dientje Woerdeman-Evenhuis, haar echtgenoot en haar kinderen naar Jeruzalem gereisd om op 21 februari een boom te planten in de tuin voor de 'Rechtvaardigen onder de Volkeren' bij Jad Wasjem, ter ere van haar ouders.
Jeanne Dientje Woerdeman-Evenhuis ligt nu begraven op begraafplaats Zorgvlied te Amsterdam, onder de naam "Ank Jeanne Dientje Woerdeman-Evenhuis".
Het verhaal rondom het verzetswerk en de arrestaties van Jeanne, Jan Evenhuis, Krijn van den Helm en Esmee van Eeghen werd in 2025 verwerkt tot de muziektheatervoorstelling 'Evenhuis: De Friese bankier van het verzet'.  